# Wwedenka (obwód odeski)
Wwedenka (ukr. Введенка) – wieś na Ukrainie, w obwodzie odeskim, w rejonie białogrodzkim, w hromadzie Sarata. W 2001 liczyła 1015 mieszkańców, głównie rosyjskojęzycznych.